# Chimacien
 (mars 2025).
Le Chimacien est un gâteau belge proche du quatre-quarts. Il trouve ses racines dans la région de Chimay, ville de la province de Hainaut plus connue pour ses bières et fromages d'abbaye.
L'origine exacte de sa recette est inconnue.

## Recette

### Ingrédients
- 250 g de farine
- 250 g de sucre
- 125 ml de lait
- 125 g de beurre ramolli
- 3 œufs
- un sachet de levure

### Préparation
Il faut bien mélanger la farine, le beurre, les jaunes d'œuf, le sucre, le lait et la levure.
Ensuite il faut incorporer les blancs battus en neige et verser la préparation dans un moule à manqué (rond et plat)
Enfin, cuire environ 30 minutes au four à 200-210 °C, puis laisser reposer dans le four éteint pendant un quart d'heure.